# ویلیام ورت هنری
ویلیام ورت هنری (انگلیسی: William W. Henry; ۲۱ نوامبر ۱۸۳۱ – ۳۱ اوت ۱۹۱۵) فرد نظامی اهل ایالات متحده آمریکا بود. وی همچنین برندهٔ جوایزی همچون نشان افتخار (آمریکا) شده‌است.